# Computerworld
Pour les articles homonymes, voir Computer World.
Computerworld est un magazine informatique à destination des directeurs informatiques. Il est publié dans de nombreux pays sous ce titre ou des titres similaires. Son éditeur IDG publie aussi PC World et d'autres magazines.